# Maurizio Trombetta
Maurizio Trombetta (Údine, Provincia de Údine, Italia, 29 de septiembre de 1962) es un exfutbolista y director técnico italiano. Se desempeñaba en la posición de delantero.

## Clubes

### Como futbolista
| Club              | País   | Año         |
| ----------------- | ------ | ----------- |
| Udinese Calcio    | Italia | 1981 - 1982 |
| U. S. Catanzaro   | Italia | 1982 - 1983 |
| Ars et Labor 1907 | Italia | 1983 - 1985 |
| Giorgione Calcio  | Italia | 1985 - 1988 |
| U. S. Triestina   | Italia | 1988 - 1992 |
| A. C. Pistoiese   | Italia | 1992 - 1993 |

### Como entrenador
| Club             | País    | Año         |
| ---------------- | ------- | ----------- |
| Sevegliano       | Italia  | 2007 - 2008 |
| F. C. Cluj       | Rumania | 2008 - 2009 |
| A. S. Torviscosa | Italia  | 2010        |
| Tîrgu Mureș      | Rumania | 2011 - 2012 |

## Palmarés

### Como entrenador

#### Campeonatos nacionales
| Título          | Club       | País    | Año     |
| --------------- | ---------- | ------- | ------- |
| Copa de Rumania | F. C. Cluj | Rumania | 2008-09 |